# うちなももこ
うちな ももこは日本の女性声優。東京都出身。血液型A型、身長157cm。

## 人物
- ボーカリストとしても活動中の声優の卵。
- アニソンライブイベントに数多く出演。
- 主にネットラジオ・音楽ライブ中心の活動を行っている。
- 「笑顔は世界を救います！うちももちらり☆うちなももこです！」というキャッチフレーズがある。

## 作品
- 『ゾンビオブザデッド夕陽の決闘』
- 『プレデター・パニック』
- 『ゾンビVSチアガール』
- 『ザヒットマン』
- 『トレジャーゾンビ～テンプル騎士団の逆襲～』

## テレビ
- ワンセグ2（ワンセグNHK教育）『青山ワンセグ日直』エンディング曲「井戸からコンバンワ」歌唱

## ラジオ
- 『ブリフラジオ！』
- 『佐藤利奈のあの空で逢いましょう♪Ｆ』ゲスト出演

## WEBテレビ
- 『パセラボＴＶ』アシスタント（ナビゲーター・酒井香奈子）
- 世田谷WEBテレビ『L&L』ゲスト出演

## ゲーム
- 「蒼空のフロンティア」フロンティアワークス キャラクターボイス
- 「蒼空のフロンティア」セカンドシーズン　イメージソング歌唱

## イメージモデル
- 任天堂Wiiパンフレットモデル
- シルバーアクセサリーブランド『Mercurius』イメージモデル
- コンテンツ『待ち受けFLASH』イメージモデル、広告モデル
- コナミスポーツWEBサイトモデル

## 雑誌
- PCfanコラム記事モデル（2009年8月号、11月号）

## コンパニオン
- ドリームパーティー企業ブース『すたじお緑茶』2009年
- コミケ企業ブース『すたじお緑茶』2009年
- Cure Cosplay Festival vol.2企業ブース5pb.ブース『Steins;Gate』主人公（牧瀬紅莉栖（まきせくりす））2010年
- ドリームパーティー企業ブース 5pb.ブース『Steins;Gate』主人公（牧瀬紅莉栖（まきせくりす））2010年
- キャラホビ2010企業ブース 5pb.ブース『ぱすてるチャイムContinue』主人公（竜胆リナ（リンドウリナ））2010年
- ゲームショウ企業ブース 5pb.ブース『Steins;Gate』主人公（牧瀬紅莉栖（まきせくりす））2010年

## ファッションショー
- 声優年越しLIVE内 コスパコスプレファッションショー出演2007年～2008年、2008年～2009年